# Vækstfonden
Vækstfonden var en selvstændig offentlig virksomhed, ejet af den danske stat. Fonden blev oprettet i 1992. Den ydede finansiering til danske virksomheder ved at investere i venture- og small cap-buyout-fonde såvel som direkte i virksomheder, samt ved at yde lån og garantier i samarbejde med banker og andre private kapitaludbydere. Vækstfonden ydede årligt finansiering til ca. 800 virksomheder for i alt ca. 2,4 milliarder danske kroner. Derudover investerede fonden årligt ca. en kvart milliard danske kroner i direkte egenkapital og gav tilsagn for omtrent 750 mio. danske kroner til fonde. Vækstfonden finansierede fra 1992 til 2020 over 8.500 virksomheder for mere end 27,3 mia. kr.
I 2023 blev Vækstfonden sammenlagt med Danmarks Grønne Investeringsfond og Eksportkreditfonden (EKF) til en ny samlet konstruktion med navnet Danmarks Eksport- og Investeringsfond (EIFO). 1. januar-31. marts 2023 fungerede Vækstfonden som et datterselskab under EIFO. 1. april 2023 blev Vækstfonden helt nedlagt som en selvstændig virksomhed.

## Historie
Vækstfonden blev grundlagt i 1992 af den danske regering med det formål at finansiere innovation og vækst i danske virksomheder. Oprindeligt leverede fonden bløde lån til højrisiko-projekter.
I 2001 skiftede strategien mod venturekapitalinvesteringer og garanterede lån på markedsvilkår.
Fra 2009 tilbød fonden også direkte lån.
I 2011 etablerede Vækstfonden en separat fondskasse Dansk Vækstkapital I – i samarbejde med en række danske pensionsfonde. Målet var at fordele mere risikovillig kapital fra pensionsfonde til små og mellemstore virksomheder gennem investeringer i venturefonde og små og mellemstore kapitalfonde.
I 2015 blev et andet og lignende joint venture, Dansk Vækstkapital II , oprettet med et bredere udvalg af institutionelle investorer. Vækstfonden fungerer som investor og sekretariat for begge fonde.
I 2016 oprettede Vækstfonden Dansk Landbrugskapital i samarbejde med danske pensionsfonde. Dansk Landbrugskapital er en lånefond, der yder ansvarlige lån til landbrugssektoren.
I 2016 lancerede Vækstfonden og Den Europæiske Investeringsfond (EIF) en Business Angel Matching Fund. Fonden matcher investeringer fra danske business angles og forventes at investere i 100-150 danske virksomheder.
Vækstfonden fungerede også som sekretariat for Danmarks Grønne Investeringsfond og grundlagde det offentlig-private nonprofit-initiativ DenmarkBridge, som havde til formål at bringe danske virksomheder tættere på den teknologiske viden og udvikling i Silicon Valley ved at lette samarbejdet med Silicon Valley-baserede virksomheder og investorer.
1. januar 2023 blev Vækstfonden sammenlagt med Danmarks Grønne Investeringsfond og Eksportkredit Fonden (EKF). Det nye navn for "superfonden" blev Danmarks Eksport- og Investeringsfond. CEO i EKF Peder Lundquist bliver direktør i EIFO.

## Investeringer
Vækstfonden ydede lån og garantier samt egenkapital til virksomheder i en bred vifte af brancher, herunder virksomheder fra Grønland og Færøerne. Ventureinvesteringerne fokuserede primært på teknologidrevne sektorer som biotech, medtech, edtech, it og robotteknologi. Investeringer gennem små og mellemstore fonde dækkede et bredere udvalg af brancher.

## Ledelse

### Administrerende direktører
2022-2023 Jacob Hübertz (CFO og midlertidig CEO)
2019-2022 Rolf Kjærgaard
2001-2019 Christian Madsen Motzfeldt
1992-2000 Bent Kiemer

### Bestyrelsesformænd
2022-2023 Camilla Ley Valentin
2020-2022 Tue Mantoni
2018-2020 Claus Gregersen
2011-2018 Carsten Koch
2007-2010 Walther Thygesen
2000-2006 Michael Fiorini
1998-2000 Svend E. Bruun
1995-1998 Erik K. Rauff
1992-1995 Ove Ravn